# Bisabolole
Die Bisabolole bilden eine Stoffgruppe  monocyclischer Sesquiterpen-Alkohole. Die einzelnen Verbindungen weisen jeweils zwei Stereozentren auf und unterscheiden sich in ihrer Konfiguration. 

## Einzelverbindungen
| keine GHS-Piktogramme |

| keine Einstufung verfügbar |

| keine Einstufung verfügbar |

| keine Einstufung verfügbar |

## Vorkommen

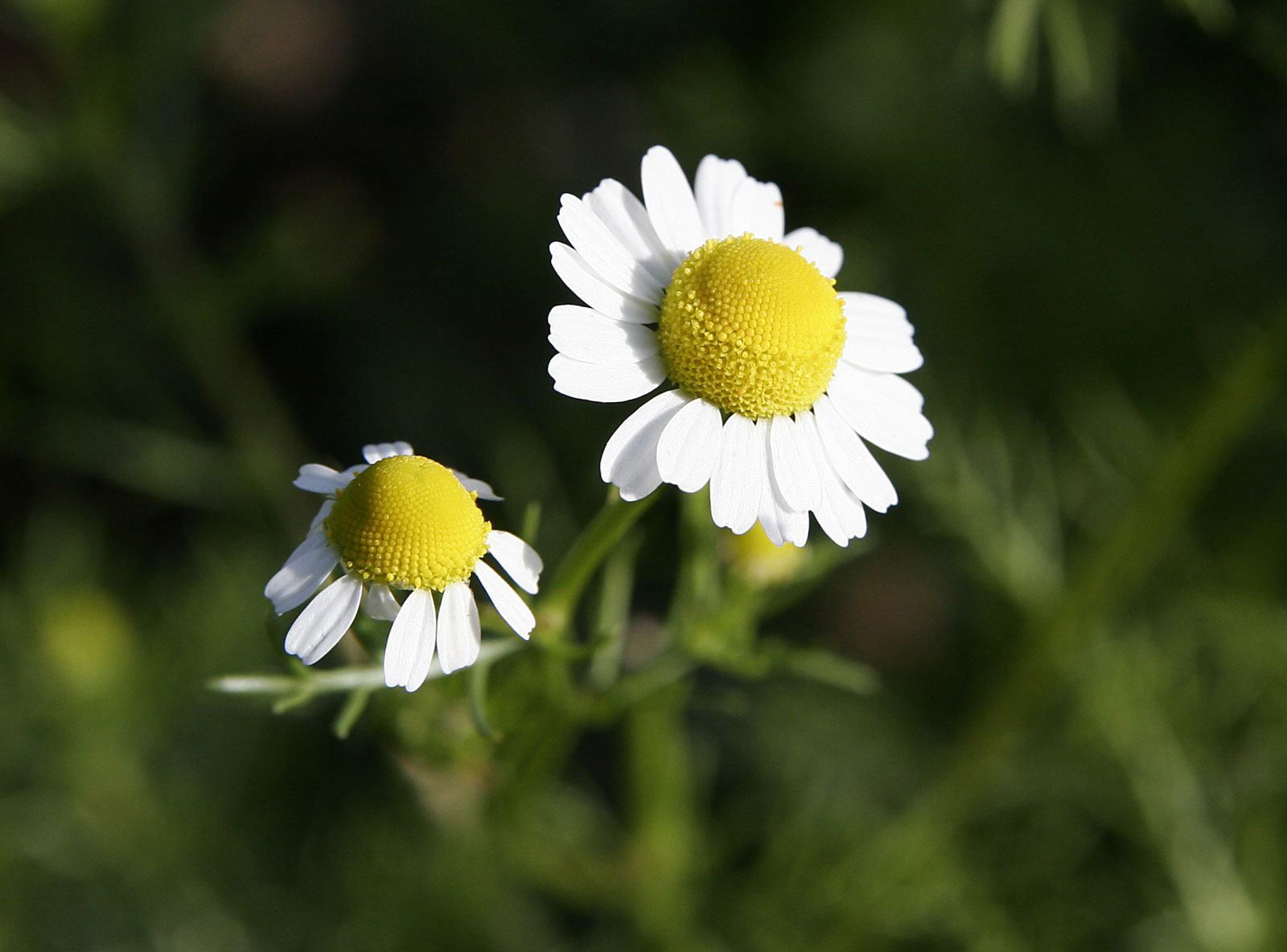
Blütenkörbchen der Echten Kamille

In der Natur kommt hauptsächlich (−)-α-Bisabolol vor. Es ist Hauptbestandteil des Kamillenöls der traditionell als Heilpflanze verwendeten Echten Kamille (Matricaria chamomilla).
Die ursprünglich aus Spanien stammende Manzana-Kamille, eine Zuchtform, enthält besonders große Mengen an Bisabolol (bis zu 45 % des ätherischen Öls) und wird deshalb mittlerweile auch in Ländern wie Frankreich, Deutschland und den USA angebaut.
Auch das von Bienen hergestellte Propolis kann beträchtliche Mengen Bisabolol – bis zu ca. 20 % in chinesischem/mongolischem Propolis – enthalten.